# Justizvollzugsbeauftragter
Der Justizvollzugsbeauftragte ist ein Beauftragter des Landes Nordrhein-Westfalen. Das Institut wurde nach dem Mord in der Justizvollzugsanstalt Siegburg im Jahr 2006 geschaffen, um die Landesregierung auf dem Gebiet des Strafvollzugs umfassend zu beraten.

## Aufgaben
Zu den Aufgaben eines Justizvollzugsbeauftragter zählen die weisungsunabhängig Beratung des jeweiligen Ministeriums in grundsätzlichen Angelegenheiten des Justizvollzugs sowie die Analyse der organisatorisch-strukturellen Bedingungen des Strafvollzugs und die Aufgaben eines Ombudsmannes für alle vom Strafvollzug Betroffenen. Dazu zählen die Strafgefangenen, deren nächste Angehörige, Strafvollzugsbedienstete und ehrenamtliche Vollzugshelfer. Das verfassungsrechtliche Petitionsrecht, der gerichtliche Rechtsschutz sowie das bestehende Beschwerderecht nach dem Strafvollzugsgesetz werden dadurch nicht berührt.
Die öffentlichen Berichte des nur in Nordrhein-Westfalen bestehenden Vollzugsbeauftragten sind auch für die übrigen Bundesländer relevant, insbesondere da die Berichte bestrebt sind, den Vollzug auch aus kriminalpolitischer Sicht zu erörtern.
Eine vollzugsgesetzliche Grundlage, jedoch kein entsprechendes Amt für „einen von dem Präsidenten des Landtags der Aufsichtsbehörde benannten Mitglied der im Landtag vertretenen Fraktionen (Strafvollzugsbeauftragte)“ existiert nur in Baden-Württemberg (§ 93 JVollzGB I).

## Justizvollzugsbeauftragte in NRW
In Nordrhein-Westfalen gibt es seit 2011 einen Justizvollzugsbeauftragten. Er hat seinen Sitz in den Räumlichkeiten des Oberlandesgerichts Köln.
- 2011 bis 2013: Michael Walter[10][1]
- ab 2014: Michael Kubink[11]